# Tonkinois
 (février 2011).
Si vous disposez d'ouvrages ou d'articles de référence ou si vous connaissez des sites web de qualité traitant du thème abordé ici, merci de compléter l'article en donnant les références utiles à sa vérifiabilité et en les liant à la section « Notes et références ».
Le Tonkinois est un chat issu initialement du mariage d'un siamois et d'un burmese. Il est de type semi-foreign, c'est-à-dire compact et musclé, mais sans être lourd et trapu.
C'est sa variété à poil court qui est la plus connue, mais le tonkinois à poil mi-long (parfois appelé Tibétain) tend actuellement à se développer en Europe, principalement aux Pays-Bas, en Allemagne, en Belgique et en France.
C'est un chat de compagnie assez robuste, sans problèmes de santé particuliers et ne nécessitant pas de soins spécifiques.
Il s'accommode aussi bien à la vie en appartement sans sorties qu'en maison et jardin.
Aujourd'hui il est populaire aux États-Unis et au Canada, mais reste rare en Europe. Toutefois sa santé robuste, sa morphologie harmonieuse et son extraordinaire caractère font parler de lui, autant chez les amateurs de chats que dans la presse féline et son succès grandit en Europe.

## Origines
Le Tonkinois est un chat qui existe depuis des siècles puisqu'il est issu du mariage de deux races autrefois très proches qui se mêlaient souvent : le Siamois et le Burmese. Dans son pays d’origine, la Thaïlande, il existait donc déjà depuis longtemps mais sans vraiment porter de nom.
Il semblerait que la chatte originaire des lignées actuelles de burmeses et de tonkinois s'appelait Wong Mau, qu'elle était mink et qu'elle arriva aux États-Unis en 1930. Les américains souhaitant développer le burmèse ne s'intéressèrent alors qu'aux bébés sépia.
Mais celui qu'on appelait à l'époque le « siamois doré » semblait avoir hérité des qualités de ses deux races parentes sans visiblement en avoir pris les défauts : il a alors fortement intéressé les Canadiens qui l'ont officiellement reconnu en 1965 sous le nom de Tonkinois.
Il fut reconnu en 1974, par la Canadian Cat Association (CCA), puis en 1978 par la CFA.
Les morphologies des deux races d'origine ont tellement divergé que les éleveurs ont eu bien du mal à stabiliser le physique de la race. C’est pourquoi il a été convenu de reproduire les Tonkinois entre eux. Mais comme le mariage de deux chats mink fait naître des bébés point et sépia en plus des bébés mink, le standard accepte maintenant également les chats ayant les yeux bleus du patron Siamois (colourpoint) ou ambre du patron Burmese (sépia).

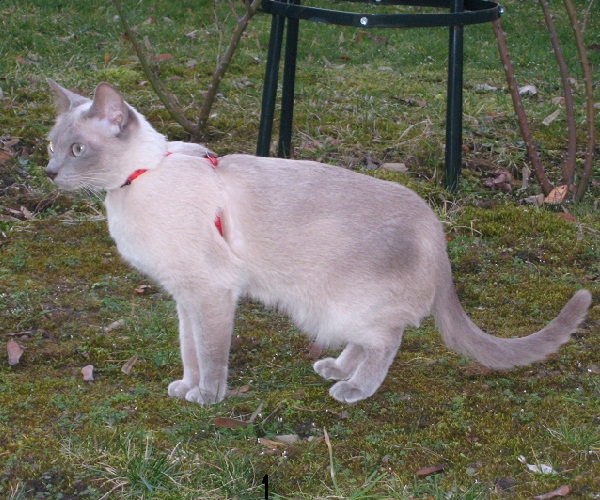
Chat tonkinois lilac mink.
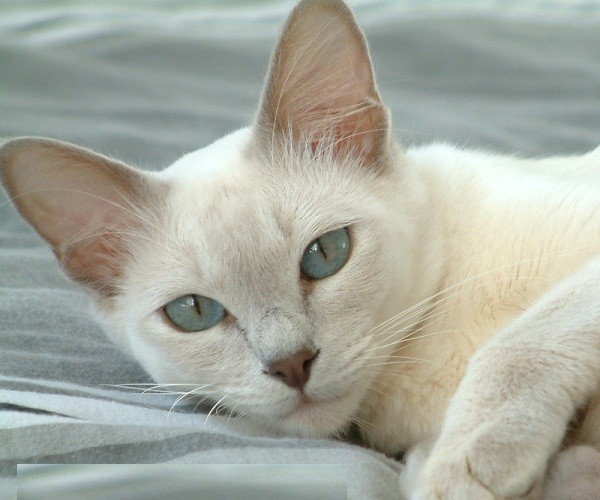
Chatte tonkinoise poil long lilac mink.
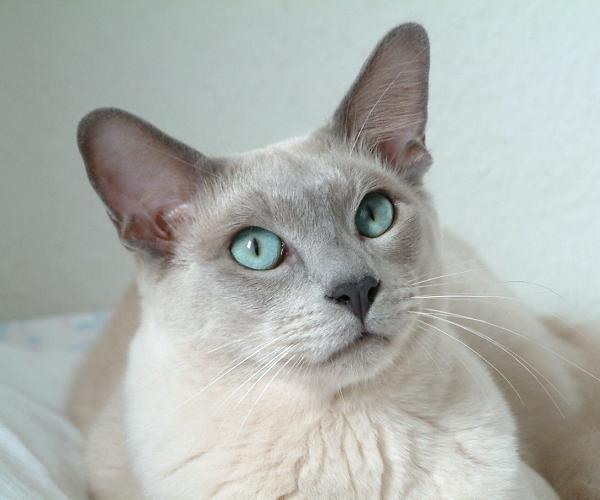
Tonkinois blue mink aux yeux aigue-marine.

## Standards
Le Tonkinois est un chat de taille moyenne, musclé et athlétique, de type semi-foreign. Lorsqu'on le porte, on peut être surpris par son poids. Les pattes sont plutôt fines mais d'une longueur proportionnée au corps. Les pieds sont ovales et de taille moyenne. La queue du Tonkinois est de taille moyenne également avec un bout légèrement arrondi.
La tête forme de face un triangle dont les contours sont adoucis. Elle est toutefois légèrement plus longue que large. De profil, le front est légèrement bombé et le nez marqué par un stop discret. Les oreilles sont de taille moyenne, larges à leur base et avec l'extrémité arrondie. Les yeux sont en forme de noix et sont placés un peu de biais.
La fourrure du Tonkinois est très douce. Il existe des Tonkinois à poil court et, dans certains pays, une variété à poil mi-long, parfois appelée "Tibétain".
Les Tonkinois ont une fourrure couchée sur le corps, dense et soyeuse, tandis que les Tibétains n'ont presque pas de sous-poils et un poil très fin, couché sur le corps et soyeux, avec parfois une collerette.
Le croisement entre le colourpoint des Siamois et le sépia des Burmese donna naissance à la robe mink, patron typique du Tonkinois. Les Tonkinois peuvent ainsi avoir trois patrons différents : 
- Colorpoint (appelé point) : dans ce cas les yeux doivent être entre le bleu-pâle et le bleu violacé
- Sépia : dans ce cas les yeux doivent être entre le vert et le doré
- Mink : dans ce cas, et c'est typique de ce patron, les yeux sont couleur aigue-marine

Ces patrons se déclinent dans toutes les couleurs, avec ou sans marquages tabby, silver ou smoke.
Pour la France, le croisement de première génération (Siamois x Burmèse) n'est plus autorisé depuis 2009, et le mariage avec un chat siamois ou un balinais n'est plus possible depuis le 1er janvier 2011. Seuls restent autorisés le mariage avec un autre tonkinois, un burmese anglais ou un asian longhair.
Les premiers chatons tonkinois à poil long français sont nés en 2011 .

## Caractère
(janvier 2012).
Si vous disposez d'ouvrages ou d'articles de référence ou si vous connaissez des sites web de qualité traitant du thème abordé ici, merci de compléter l'article en donnant les références utiles à sa vérifiabilité et en les liant à la section « Notes et références ».
Le tonkinois est un parfait compromis entre le siamois et le burmèse : il est plus actif et plus présent que le burmèse, moins exclusif et moins bavard que le siamois. Il sait pourtant faire comprendre ce qu'il veut et fait preuve d'une infinie tendresse.
Très sociable, il s'entend avec ses congénères, les chiens et autres animaux, et il aime jouer avec les enfants.
C'est un chat actif, très intelligent et câlin, mais ayant un grand besoin de se dépenser : ce n'est ni un calme ni un timide et il garde le comportement joyeux d'un chaton presque tout au long de sa vie.
Ce petit futé apprend vite comment ouvrir portes, placards, tiroirs... et s'adapte vite à toute nouvelle situation qui se présente à lui.
Grand curieux, il adore se mêler de tout, explorer, grimper, jouer avec tout ce qui bouge et participe activement à la vie de la famille.
Souvent grand gourmand et espion invétéré, il fait preuve d'ingéniosité et d'une grande détermination pour obtenir ce qui l'intéresse.
Il est toujours en alerte, toujours présent. C'est un chat à la personnalité extravertie mais avenante, et son éternelle bonne humeur le rend irrésistiblement attachant.
C'est un chat exceptionnel, mais la complexité de son élevage explique qu'il reste encore très rare. (Moins de 10 éleveurs de tonkinois français en 2014)

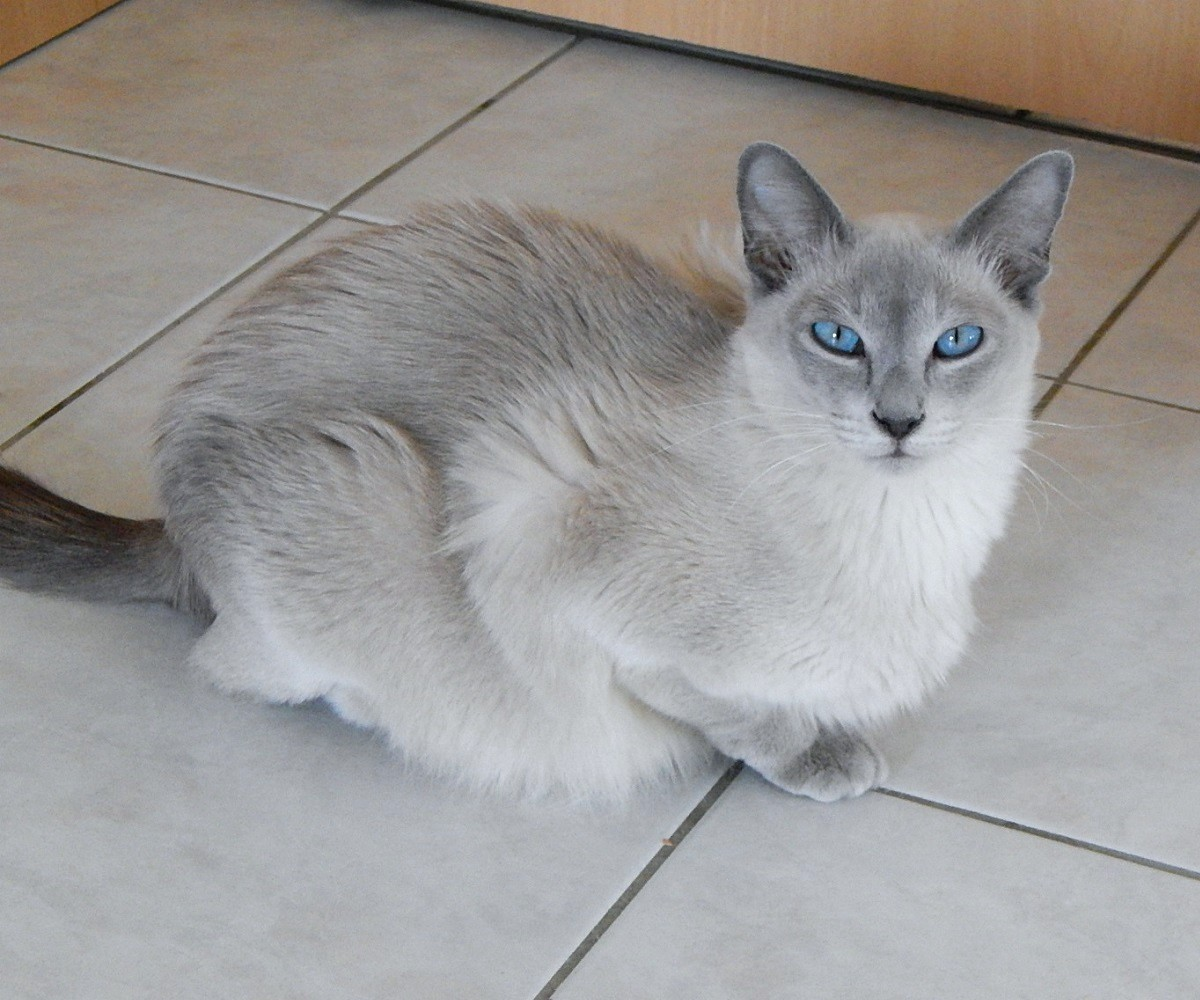
Chatte tonkinoise blue mink poil long.
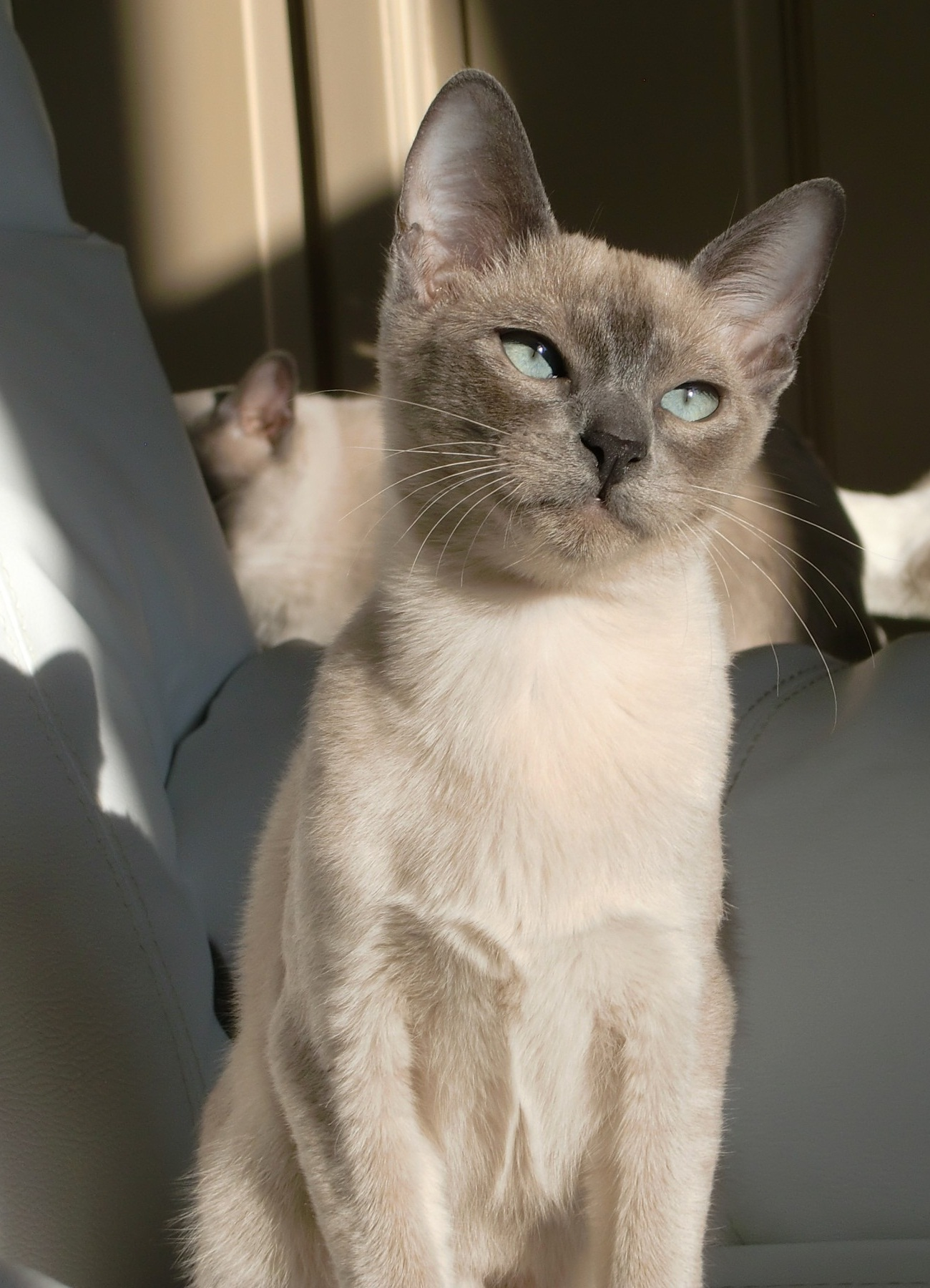
Chaton- tonkinois blue mink poil court.
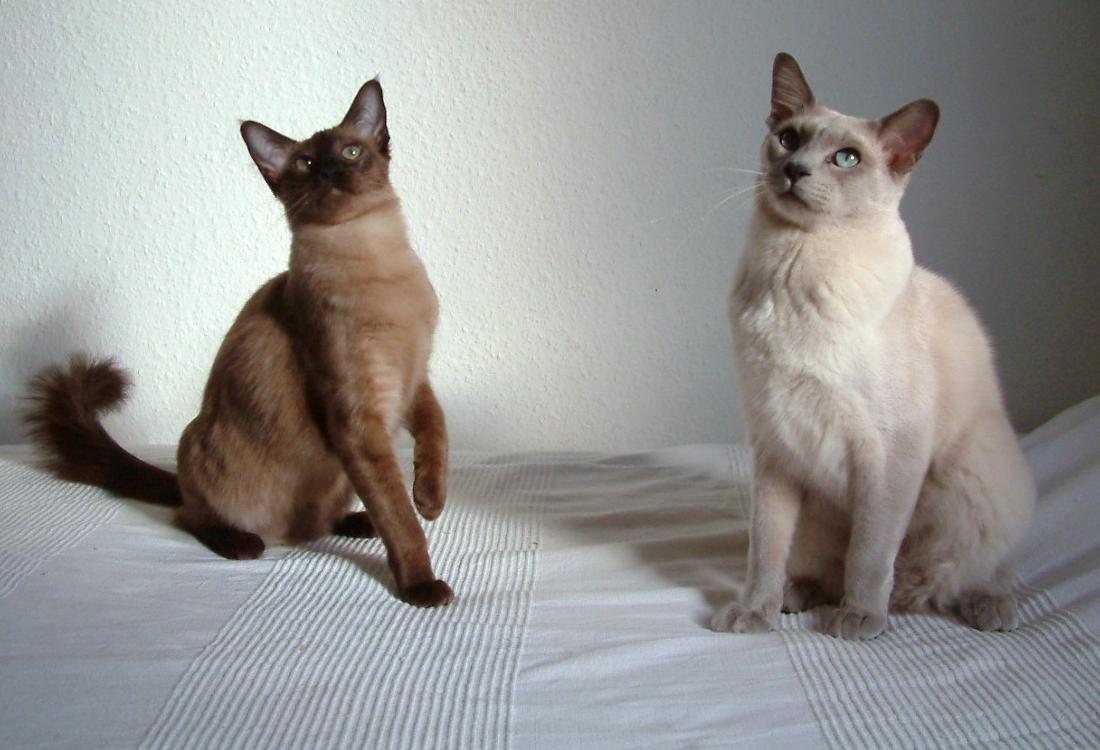
Tonkinois poil mi-long : seal mink et blue mink.

### Sources
- (en) Cet article est partiellement ou en totalité issu de l’article de Wikipédia en anglais intitulé « Tonkinese (cat) » (voir la liste des auteurs).